# Tegula rubroflammulata
Tegula rubroflammulata är en snäckart som först beskrevs av Koch 1843.  Tegula rubroflammulata ingår i släktet Tegula och familjen pärlemorsnäckor. Inga underarter finns listade i Catalogue of Life.